# Anke Reschwamm-Schulze
Anke Reschwamm-Schulze  (* 8. Dezember 1972 in Bautzen) ist eine frühere deutsche Skilangläuferin.
Anke Reschwamm startet für den SC Willingen. Drei Tage vor ihrem 20. Geburtstag gab sie ihr internationales Debüt in einem Europacup-Rennen. Gut zwei Wochen später debütierte sie im Val di Fiemme im Skilanglauf-Weltcup und verpasste als 35. über 15 Kilometer Freistil um fünf Plätze die Punkteränge. Auf den Tag genau ein Jahr später gewann sie am 18. Dezember 1993 in Davos über 10 Kilometer Freistil als 23. erstmals Weltcup-Punkte. Im Februar 1996 erreichte sie erstmals in einem ihrer insgesamt 127 Weltcupstarts im Freistil-Sprint ihr erstes Ergebnis unter den besten Zehn und wurde Neunte. Im Januar 1997 konnte sie sich über 5 Kilometer Klassisch um noch einen Rang besser platzieren und erreichte damit ihr bestes Ergebnis in einem Einzelrennen. Mit der Staffel erreichte sie zweimal Podestplätze, 2004 als Zweitplatzierte in La Clusaz sowie als Drittplatzierte in Gällivare.
Zwischen 1993 und 2005 nahm Reschwamm abgesehen von 2003 an allen Nordischen Skiweltmeisterschaften teil. Zweimal konnte sie sich in Verfolgungsrennen unter den besten Zehn platzieren: 1993 als Zehnte in Thunder Bay sowie 1997 als Neuntplatzierte in Trondheim. Höhepunkte der Karriere wurden die beiden Teilnahmen an Olympischen Winterspielen. 1998 startete sie in Nagano bei fünf Rennen. Über 5 Kilometer wurde sie 37., über 15 Kilometer 38., über 30 Kilometer 26. und in der Verfolgung 31. Mit der Staffel verpasste sie als Fünftplatzierte eine Medaille. In Salt Lake City gehörte Reschwamm 2002 nicht zur deutschen Goldstaffel. Im Sprint erreichte sie den 10., über 15 Kilometer 35. 2006 qualifizierte sie sich nicht für die Spiele und beendete nach der Saison ihre Karriere.